# 鲁比亚纳
鲁比亚纳（義大利語：Rubiana），是意大利都灵省的一个市镇。总面积26.77平方公里，人口2422人，人口密度90.5人/平方公里（2009年）。ISTAT代码为001229。